# Облікова ідентифікаційна картка предмета(Object ID)
Облікова ідентифікаційна картка предмета (Object ID) — запропонований Фондом Дж. Пола Гетті уніфікований документ опису пам'яток культури, що з 1997 р. виконує роль міжнародного стандарту, який, за рекомендаціями ICOM та ЮНЕСКО, впроваджено у практичну діяльність музеїв, Інтерполу, антикварів, митних органів, поліції.

## Структура Облікової ідентифікаційної картки предмета (Object ID)

### Фотографії
Облікова ідентифікаційна картка містить, по-перше, фотографії загального вигляду об'єкта, а також великим планом фотографії всіх видимих написів, поміток, пошкоджень, реставраційних втручань. Розташована поруч з предметом масштабна лінійка або предмет відомого розміру дозволяють більш точно встановити реальні розміри об'єкта культури.

#### Ознаки предмета
Однозначній ідентифікації сприяє точний та детальний опис видимих ознак об'єкта культури, наданий в Обліковій ідентифікаційній картці предмета (Object ID) за дев'ятьма позиціями:
- Тип об'єкта
- Матеріали та техніка
- Розміри
- Написи та помітки
- Характерні відмінності
- Назва
- Тема
- Дата або період
- Виробник ·

##### Опис
Дев'ять параметрів, за якими ототожнюється об'єкт культури, доповнено Описом, у якому додається будь-яка інша інформація, що може бути корисною для ідентифікації предмета (колір і форма, де виготовлено предмет).

## Сфера використання
Облікова ідентифікаційна картка предмета (Object ID) широко використовується як єдиний міжнародний стандарт  ЮНЕСКО, Всесвітньою митною організацією, Європейською Комісією,  Інтерполом, Федеральним бюро розслідувань (ФБР) США, Відділом  мистецтва та антикваріату столичної поліції Лондона, підрозділом Міністерства культури Італії — TPC (Comando Carabinieri Tutela Patrimonio Culturale), провідними музеями світу, митними установами світу. Сьогодні Облікова ідентифікаційна картка предмета (Object ID) перекладена 17 мовами, в тому числі й українською.
Уніфікований документ Object ID допомагає боротися з незаконною торгівлею культурними об'єктами, що зараз широко визнана однією з найпоширеніших категорій міжнародних злочинів.